# 安汶人
安汶人，是分布在印尼馬魯古省安汶島的民族，是由南島語族和巴布亞人混血而成，人口約354,000，另有50000人生活在荷蘭。
他們多數是基督徒或穆斯林，他們的語言安汶馬來語是在17世紀時由南島語與巴布亞語混合而成。一個典型的安汶人村莊多有1500人生活，居住在由竹和石建成的房子，並在周圍的山坡耕地。
因受基督教和伊斯蘭教影響日深，他們的民族傳統多已消失。